# Gordonsville (Tennessee)
Gordonsville è un comune degli Stati Uniti d'America, situato nello Stato del Tennessee, nella Contea di Smith.